# Бутаев, Сосланбек Асланбекович
Сосланбек Асланбекович (Асламбекович) Бутаев (1910—1986) — советский государственный деятель.

## Биография
Родился 17 декабря 1910 года в селе Салугардан Российской империи, ныне город Алагир Республики Северная Осетия − Алания.

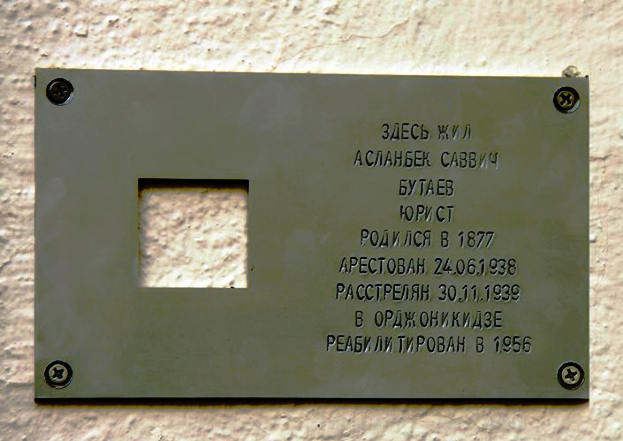
Памятный знак на доме, в котором жили Бутаевы в Москве

Вскоре умерла его мать, и мальчик остался жить со своим дедом. После смерти деда его отдали на учёбу в школу первой ступени в город Орджоникидзе. Сосланбек окончил семилетку и в тринадцать лет вступил в комсомол. В 1928 году он отправился работать на Садонские рудники в посёлке Садон. Скоро вернулся в родное село, трудился на Военно-Осетинской дороге землекопом.
Затем Сосланбека Бутаева отправили учиться на рабфак в Москву, откуда его перенаправили во Владимир. Вскоре бросив учёбу, вернулся в Москву и поступил на работу в научно-исследовательский институт уборщиком. Под влиянием дяди Казбека, который жил в столице, с интересом посещал публичные лекции и диспуты в Институте красной профессуры. Осенью 1929 года Бутаев поступил на экономический факультет Московского института народного хозяйства имени Плеханова (ныне Российский экономический университет имени Г. В. Плеханова). За успешную учёбу был досрочно выпущен из и направлен на работу в Госплан Якутской АССР.
Второе образование получил Плановом институте имени Кржижановского (был образован в 1930 году на базе планово-статистического отделения МИНХ им. Г. В. Плеханова). С 1932 по 1941 год С. А. Бутаев последовательно занимал должности: экономист сектора промышленности и транспорта Госплана ЯАССР, главный государственный арбитр при Совете Министров ЯАССР, заместитель председателя затем председатель Госплана республики, консультант по транспорту Госплана РСФСР, начальник отдела капитального строительства Госплана Карельской АССР, начальник производственного отдела строительного управления ВДНХ в Москве. Участник Великой Отечественной войны, служил в Балтвоенморстрое НКВД Краснознамённого Балтийского флота. Занимался берегооборонительными сооружениями, в том числе в Порккале.
В марте 1946 года по распоряжению Совнаркома был отозван в распоряжение Правительства Якутской АССР. Член ВКП(б)/КПСС с 1948 года. Был кандидатом в члены Якутского обкома КПСС. С 1947 по 1959 год — председатель Госплана Якутской АССР. С 1959 по 1971 год работал начальником планово-экономического отдела Якутского совнархоза, заместителем начальника производственного объединения «Якутзолото» Министерства цветной металлургии СССР. В 1971 году на заседании секретариата областного комитета партии было принято решение (согласно просьбе ректората Якутского государственного университета, ныне Северо-Восточный федеральный университет имени М. К. Аммосова) направить в порядке укрепления кадрами С. А. Бутаева, в то время уже кандидата экономических наук, на научно-педагогическую работу в ЯГУ. Проработал в университете в качестве доцента до 1985 года, преподавал несколько экономических дисциплин для строительных специалистов.
Умер в 1986 году в Москве.

## Заслуги
- Награждён двумя орденами Трудового Красного Знамени, орденом «Знак Почета», а также медалями, в числе которых «За боевые заслуги» и «За победу над Германией в Великой Отечественной войне 1941—1945 гг.», «За доблестный труд».
- Заслуженный экономист РСФСР, Заслуженный работник народного хозяйства Якутской АССР.
- Пенсионер союзного значения.